# Pseudocoremia lupinata
Pseudocoremia lupinata là một loài bướm đêm trong họ Geometridae.